# Drusus ingridae
Drusus ingridae là một loài Trichoptera trong họ Limnephilidae. Chúng phân bố ở miền Cổ bắc.